# District de Chuanshan
Le district de Chuanshan (船山区 ; pinyin : Chuánshān Qū) est une subdivision administrative de la province du Sichuan en Chine. Il est placé sous la juridiction de la ville-préfecture de Suining.